# Always Have, Always Will
Always Have, Always Will är en sång skriven av Jonas Berggren och Mike Chapman och inspelad av den svenska popgruppen Ace of Base på albumet Flowers 1998.  samt utgiven på singel av dem samma år. 
Låten var starkt inspirerad av det så kallade Motownsoundet från 1960-talets mitt, och låtens intro samplar introt från Supremes låt "Where Did Our Love Go" och Four Tops låt "I Can't Help Myself (Sugar Pie Honey Bunch)". Låten samskrevs av  Jonas Berggren och Mike Chapman. Sången kallades ursprungligen "Killer on the Rampage", och innehöll annan sångtext. Då låten ansågs kunna ligga på albumet Flowers-Cruel Summer, eftersom Arista Records gillade melodin; however, men ville ha omskriven text.
Låten släpptes från albumet Flowers i många delar av världen, men vid olika tidpunkter.
- Storbritannien den 7 december 1998, som tredje singel ut efter "Life Is a Flower" och "Cruel Summer".
- Australien under tidigt 1999 som andra singel ut, efter "Cruel Summer"
- Skandinavien och Tyskland den 1 mars 1999, som fjärde singel ut efter "Life Is a Flower", "Cruel Summer" och "Travel to Romantis".

## Musikvideo
Videon regisserades av gruppmedlemmarna själva, med scener från inspelningssessionen, konserter och gruppens uppträdanden runtom i världen.

## Love for Sale
B-sidan var "Love for Sale" och låg 1998 även på maxisingeln "Always Have, Always Will" i Australien, Sverige och senare även i Storbritannien. Ursprungligen var låten tänkt att ligga på albumet. Sången, som är en danslåt skriven av Jonas Berggren och sjungen av Jenny och Malin Berggren, handlar om prostitutionslivet i staden.

## Coverversioner
Svenska dansbandet Friends sjöng 1999 in en cover på låten på albumet Friends på turné. 

## Låtlista
- Europa CD-singel (1999)  563 390-2

1. "Always Have, Always Will" - 3:47
2. "Mercy Mercy" - 3:38

- Tyskland CD-singel (1999)  563 503-2

1. "Always Have, Always Will" - 3:47
2. "Mercy Mercy" - 3:38
3. "Living in Danger" (D-House Mix - Short Version) - 4:04
4. "Love for Sale" -  3:37

- Skandinavien CD-singel (1998)  MRCXCD 2926

1. "Always Have, Always Will"  3:47
2. "Love for Sale" - 3:37
3. "Whenever You're Near Me" - 3:32

- Storbritannien CD-singel (1998)  ACCDP9

1. "Always Have, Always Will"  3:47
2. "Love for Sale" - 3:37
3. "Whenever You're Near Me" - 3:32

- Storbritannien CD-singel (1998)  ACECD9

1. "Always Have, Always Will" - 3:47
2. "Mercy Mercy" - 3:38
3. "Living in Danger" (D-House Mix - Short Version) - 4:04

Australien
CD-maxi  
1. Always Have, Always Will  3:47
2. Mercy Mercy (Previously Unreleased) 3:38
3. Living in Danger (D-House Mix - Short Version)  4:04
4. Love for Sale (Previously Unreleased)  3:37

Skandinavien
CD Maxi  (Mega MRCXCD 2926)
1. Always Have, Always Will  3:47
2. Captain Nemo 4:01
3. Love for Sale (Previously Unreleased)  3:37

Storbritannien  (Plydor 563 390-2)
1. Always Have, Always Will  3:47
2. Mercy Mercy (Previously Unreleased) 3:38

CD-CD (Plydor 562 505-2)
1. Always Have, Always Will  3:47

Storbritannien
Maxi-CD (London Aced 9 / 563 391-2)
1. Always Have, Always Will  3:47
2. Mercy Mercy (Previously Unreleased)  3:38
3. Living in Danger (D-House Mix - Short Version)  4:04

Promo-CD (London Acedj 9)
1. Always Have, Always Will  3:47

Kassettsingel (London Acmec 9)
1. Always Have, Always Will  3:47
2. Mercy Mercy (Previously Unreleased) 3:38

## Listplacering
| Lista (1998—1999)  | Topplacering |
| ------------------ | ------------ |
| Belgien (Flandern) | 44           |
| Nederländerna      | 78           |
| Österrike          | 29           |

### Fotnoter
1. ↑  ”Svensk mediedatabas”. http://smdb.kb.se/catalog/id/001516648. Läst 8 maj 2011.
2. ↑  ”Svensk mediedatabas”. http://smdb.kb.se/catalog/id/001519590. Läst 8 maj 2011.
3. ↑  ”Svensk mediedatabas”. http://smdb.kb.se/catalog/id/001520862. Läst 8 maj 2011.
4. ↑  ”Listplacering”. http://www.ultratop.be/nl/showitem.asp?interpret=Ace+Of+Base&titel=Always+Have%2C+Always+Will&cat=s. Läst 8 maj 2011.
5. ↑  ”Listplacering”. http://dutchcharts.nl/showitem.asp?interpret=Ace+Of+Base&titel=Always+Have%2C+Always+Will&cat=s. Läst 8 maj 2011.
6. ↑  ”Listplacering”. http://austriancharts.at/showitem.asp?interpret=Ace+Of+Base&titel=Always+Have%2C+Always+Will&cat=s. Läst 8 maj 2011.